# بونز هيلمان
بونز هيلمان (بالإنجليزية: Bones Hillman)‏ هو موسيقي وكاتب أغاني نيوزيلندي، ولد في مايو 1958 في أوكلاند في نيوزيلندا.

## وصلات خارجية
- بونز هيلمان على موقع IMDb (الإنجليزية)
- بونز هيلمان على موقع ميوزك برينز (الإنجليزية)
- بونز هيلمان على موقع ديسكوغز (الإنجليزية)
- بونز هيلمان على موقع قاعدة بيانات الفيلم (الإنجليزية)